# Тарновская, Нина Михайловна
Нина Михайловна Тарновская (12 октября 1953 — 18 июня 2016, Нижний Новгород, Российская Федерация) — российская актриса Санкт-Петербургского Большого театра кукол, заслуженная артистка России.

## Биография
В 1976 г. окончила  Ленинградский Государственный институт Театра, Музыки и Кинематографии.
Актриса Петербургского Большого театра кукол.

## Награды и звания
Заслуженная артистка РФ (2002).